# СССР В-3 «Красная звезда»
СССР В-3 «Красная звезда» — дирижабль мягкого типа, построенный в Ленинграде. В мае 1932 года передан «Дирижаблестрою» в город Долгопрудный. Оболочка дирижабля была изготовлена на заводе «Каучук», а гондола — на «Дирижаблестрое».

## Описание
Первые дирижабли мягкого типа СССР В-1, СССР В-2 «Смольный» и СССР В-3 «Красная звезда» предназначались для агитационных полетов и обучения экипажей. На этих дирижаблях выполнялись полеты по маршрутам: Москва — Горький — Москва, Ленинград — Москва — Ленинград, Москва — Харьков и другим. 7 ноября 1932 года над Красной площадью прошли дирижабли: В-1, В-2, В-3 и В-4. На дирижаблях испытывались методы борьбы с лесными пожарами, учёта лесов и уничтожения малярийных очагов, применения дирижаблей в сельском хозяйстве. Для ВВС проводились прыжки парашютистов.
Конструкция СССР В-3 «Красная звезда» была схожей с конструкцией дирижабля СССР В-2 «Смольный». Они отличались лишь объёмом оболочки: 6500 м³ у В-3 и 5000 м³ у В-2.
Оболочка дирижабля была выполнена из трехслойной прорезиненной ткани с 4 газовыми клапанами. Двухсекционный баллонет с 4 клапанами. Гондола длиной 9 метров, шириной 2 метра, высотой 3,25 метра. Гондола подвешивалась к оболочке стальными тросами. По бокам в задней части гондолы были установлены два двигателя с воздушным охлаждением мощностью по 240 л.с. В гондоле хранился балласт — 350 кг воды в прорезиненных брезентовых мешках. Управление рулями осуществлялось тросовыми тягами.
Дирижабли СССР В-1, В-2 и В-3 летали без аварий и катастроф.
Летом 1933 года В-3 на «Дирижаблестрое» поставили на капитальный ремонт, в ходе которого он был обновлен почти на 90 %. Все работы были выполнены молодыми советскими инженерами-дирижаблестроителями. Первоначальный срок окончания ремонта — 1 мая 1934 года — не был выдержан, и на аэродромные испытания дирижабль вышел только в сентябре. В ходе испытаний корабль пилотировали командир Померанцев и бортмеханик И. И. Жеглов (погиб 6 августа 1938 года при катастрофе дирижабля СССР В-10). После ремонта В-3 показал хорошую устойчивость и управляемость, легкие подъем и посадку.
В конце 1936 года дирижабль СССР В-3 был снят с эксплуатации.

## Экипаж
1. Командир корабля — А. Ф. Померанцев[1]
2. Помощник командира — Л. М. Шнейдерман
3. Пилот — Л. В. Иванова (Эйхенвальд)[2]
4. Пилот — А. Мозгалёв
5. Пилот — Белов
6. Старший бортмеханик — И. И. Жеглов
7. Бортмеханик — К. Шмельков
8. Радист — Э. Т. Кренкель[3].